# The Shield (serial)
The Shield este un serial polițist american cu Michael Chiklis în rolul principal, ce a avut premiera la 12 martie 2002, pe canalul FX în Statele Unite, și s-a încheiat la 25 noiembrie 2008, după șapte sezoane. Cunoscut pentru portretizarea polițiștilor corupți, serialul a fost intitulat original Rampart, făcând referință la scandalul Rampart, după care s-a inspirat echipa Strike Team din serial. Serialul a fost creat de Shawn Ryan și The Barn Productions pentru Fox Television Studios și Sony Pictures Television.
Mai mulți actori de film au interpretat roluri importante în serial, printre care Glenn Close, în sezonul patru; Forest Whitaker în sezoanele 5 și 6; Laura Harring în sezonul 5; Franka Potente în sezonul 6 și Laurie Holden în sezonul 7. 
Serialul a fost aclamat de critici și a câștigat mai multe premii. A câștigat Globul de Aur pentru cel mai bun serial TV (dramă) în 2002, iar ultimul sezon a fost premiat de Institutul American de Film în 2008. În 2013, revista TV Guide a inclus serialul The Shield pe locul 50 în lista celor mai bune 60 de seriale din toate timpurile. Chiklis a câștigat atât Premiul Emmy, cât și Globul de Aur pentru cel mai bun actor de televiziune (dramă) în 2002.